# Верхнебузиновское сельское поселение
Верхнебузи́новское се́льское поселе́ние — муниципальное образование в составе Клетского района Волгоградской области.
Административный центр — хутор Верхняя Бузиновка.

## История
Верхнебузиновское сельское поселение образовано 14 февраля 2005 года в соответствии с Законом Волгоградской области № 1003-ОД.

## Население
| 2010  | 2012  | 2013  | 2014  | 2015  | 2016  | 2017  |
| ----- | ----- | ----- | ----- | ----- | ----- | ----- |
| 1278  | ↗1292 | →1292 | ↘1279 | ↗1302 | ↗1329 | ↗1332 |
| 2018  | 2019  | 2020  | 2021  |       |       |       |
| ↗1344 | ↘1309 | ↗1326 | ↘1315 |       |       |       |

## Состав сельского поселения
| № | Населённый пункт  | Тип населённого пункта        | Население |
| - | ----------------- | ----------------------------- | --------- |
| 1 | Венцы             | хутор                         | 119       |
| 2 | Верхняя Бузиновка | хутор, административный центр | 900       |
| 3 | Ерик              | хутор                         | 80        |
| 4 | Муковнин          | хутор                         | 114       |
| 5 | Нижняя Бузиновка  | хутор                         | 65        |